# Magyarország az 1981-es fedett pályás atlétikai Európa-bajnokságon
Magyarország a franciaországi Grenoble-ben megrendezett 1981-es fedett pályás atlétikai Európa-bajnokság egyik részt vevő nemzete volt. Az ország a versenyen 8 sportolóval képviseltette magát.

## Érmesek
| Érem  | Versenyző       | Versenyszám | Dátum       |
| ----- | --------------- | ----------- | ----------- |
| Ezüst | Paróczai András | 800 m       | február 22. |

## Eredmények

### Férfi
| Versenyző       | Versenyszám | Előfutam | Előfutam | Előfutam | Elődöntő | Elődöntő | Elődöntő | Döntő   | Döntő    |
| Versenyző       | Versenyszám | Idő      | Hely.    | Össz.    | Idő      | Hely.    | Össz.    | Idő     | Helyezés |
| --------------- | ----------- | -------- | -------- | -------- | -------- | -------- | -------- | ------- | -------- |
| Paróczai András | 800 m       | 1:47,93  | 1.       | 1.       |          |          |          | 1:47,73 |          |
| Bereczki József | 800 m       | 1:49,98  | 4.       | 9.       |          |          |          | kiesett | kiesett  |
| Tóth László     | 1500 m      |          |          |          |          |          |          | 3:45,34 | 6.       |
| Bakos György    | 50 m gát    | 6,73     | 3.       | 10.      | 6,69     | 4.       | 9.       | kiesett | kiesett  |

| Versenyző          | Versenyszám | Selejtező | Selejtező | Döntő    | Döntő    |
| Versenyző          | Versenyszám | Eredmény  | Helyezés  | Eredmény | Helyezés |
| ------------------ | ----------- | --------- | --------- | -------- | -------- |
| Gerstenbrein Tibor | Magasugrás  |           |           | 2,10 m   | 18.      |
| Szalma László      | Távolugrás  |           |           | 7,90 m   | 4.       |

### Női
| Versenyző   | Versenyszám | Előfutam | Előfutam | Előfutam | Elődöntő | Elődöntő | Elődöntő | Döntő | Döntő    |
| Versenyző   | Versenyszám | Idő      | Hely.    | Össz.    | Idő      | Hely.    | Össz.    | Idő   | Helyezés |
| ----------- | ----------- | -------- | -------- | -------- | -------- | -------- | -------- | ----- | -------- |
| Siska Xénia | 50 m gát    | 6,93     | 3.       | 4.       | 6,89     | 3.       | 4.       | 7,02  | 6.       |

| Versenyző  | Versenyszám | Selejtező | Selejtező | Döntő    | Döntő    |
| Versenyző  | Versenyszám | Eredmény  | Helyezés  | Eredmény | Helyezés |
| ---------- | ----------- | --------- | --------- | -------- | -------- |
| Béla Emese | Magasugrás  |           |           | 1,85 m   | 6.       |